# 第25屆香港電影金像獎
第25屆香港電影金像獎（英語：25th Hong Kong Film Awards）頒獎禮於2006年4月8日在紅磡香港體育館舉行，由曾志偉、毛舜筠、杜汶澤擔任司儀，並由倪秉郎擔任宣讀提名名單報幕員。
由於今屆是香港電影金像獎第25屆舉行，因此將會特別邀請過去多屆的影帝、影后包括劉德華、梁朝偉、周潤發、洪金寶、張曼玉等參與，曾往荷李活發展的影星成龍，導演包括侯孝賢、關錦鵬及女演員章子怡等眾藝人則會擔任頒獎嘉賓。典禮由電視廣播有限公司取得播映權。
這屆是最後一次將每個獎項之三甲排名公開。

## 记者会
大会于2月8日下午一时在香港文化中心举行记者会，梁家辉和何超仪担任嘉宾，并宣布本届各大奖项提名名单。本届金像奖首轮投票率达70%。

## 特备节目
为纪念金像奖银禧25周年，大会特意将金像奖发展历程及历届颁奖礼的精华片段辑录成特备节目《香港电影金像奖星光回忆25年》，在无线电视翡翠台播出。

## 獎項統計
注：以下不含「最佳亞洲電影」之部分
| 數目 | 電影名稱                                                                |
| 獲獎 |                                                                         |
| 6    | 如果·愛                                                                 |
| 4    | 黑社會、頭文字D                                                         |
| 1    | 早熟、三岔口、殺破狼、海南雞飯                                          |
| 提名 |                                                                         |
| 11   | 七劍、如果·愛                                                           |
| 10   | 黑社會、頭文字D                                                         |
| 6    | 長恨歌                                                                  |
| 5    | 無極、情癲大聖                                                          |
| 4    | 神話、早熟、童夢奇緣                                                    |
| 3    | 三岔口                                                                  |
| 2    | 海南雞飯、殺破狼、阿嫂、精武家庭                                        |
| 1    | 神經俠侶、怪物、千杯不醉、蟲不知、情義我心知、龍咁威2之皇母娘娘呢、b420 |

### 金像獎電影
| 電影     | 獎項                                                                                     |
| -------- | ---------------------------------------------------------------------------------------- |
| 黑社會   | 最佳電影、最佳導演、最佳編劇、最佳男主角                                                 |
| 如果·愛  | 最佳女主角、最佳攝影、最佳美術指導、最佳服裝造型設計、最佳原創電影音樂、最佳原創電影歌曲 |
| 頭文字D  | 最佳男配角、最佳新演員、最佳音響效果、最佳視覺效果                                       |
| 早熟     | 最佳女配角                                                                               |
| 三岔口   | 最佳剪接                                                                                 |
| 殺破狼   | 最佳動作設計                                                                             |
| 海南雞飯 | 新晉導演                                                                                 |

## 表演环节
- 开场由与金像奖同龄的香港电影金像奖大使钟欣桐燃点圣火，并播放历届颁奖典礼精选片段。
- 由袁泉、高虎等演员现场表演张婉婷、罗启锐导演的舞台剧《电影之歌》片段。
- 张达明表演栋笃笑。
- 由王菀之演唱电影《晚9朝5》主题曲《愿》，黄凯芹演唱电影《金枝玉叶》主题曲《追》，关淑怡演唱电影《贱精先生》插曲《明年今日》。三人合唱电影《群龙戏凤》的主题曲《凭着爱》。
- 蔡琴演唱《被遗忘的时光》《给电影人的情书》。

## 媒體播放
- 现场直播：香港無線電視翡翠台、香港電台第二台
- 延时直播：卫视电影台、CCTV-6

## 外部連結
- 第二十五屆香港電影金像獎得獎名單新版 （页面存档备份，存于）
- 第二十五屆香港電影金像獎得獎名單舊版 （页面存档备份，存于）